# Nathalie Rozencwajg
Nathalie Rozencwajg (geboren im Oktober 1975 in Luxemburg) ist eine britische Architektin. Sie war Mitbegründerin des Architekturbüros RARE Architecture und später Gründerin von NAME Architecture. Sie wurde vom Royal Institute of British Architects (RIBA) und von der Royal Institution of Chartered Surveyors (RICS) ausgezeichnet.

## Beruflicher Werdegang

### Ausbildung und Berufseinstieg
Rozencwajg wuchs in Brüssel auf und zog 1996 nach London, wo sie an der Architectural Association School of Architecture (AA) studierte und 2001 ihren Abschluss machte. Erste berufliche Erfahrungen sammelte sie bei Projekten in London, Peking, Athen und Mekka.

### RARE Architecture
2005 gründeten Nathalie Rozencwajg und Michel da Costa Goncalves das Architekturbüro RARE Architecture. Zielsetzung waren die Themen Forschung, Architektur und Experimente (Research, ARchitecture, and Experiments). Das Büro beschäftigte sich mit dem Einsatz neuer Materialien, innovativer Typologien und fortschrittlicher Design- und Produktionsmethoden und unterhielt Büros in London und Paris.
RARE Architecture war verantwortlich für die Einkaufszentren Central Festival in East Ville (Thailand) und Fashion Arcade in Bangkok. Sie lieferten den Entwurf für die Innenausstattung des Pariser Restaurants Porte 12, und des Londoner Restaurants Londrino. Das Londrino stand auf der Shortlist für die Restaurant & Bar Design Awards.

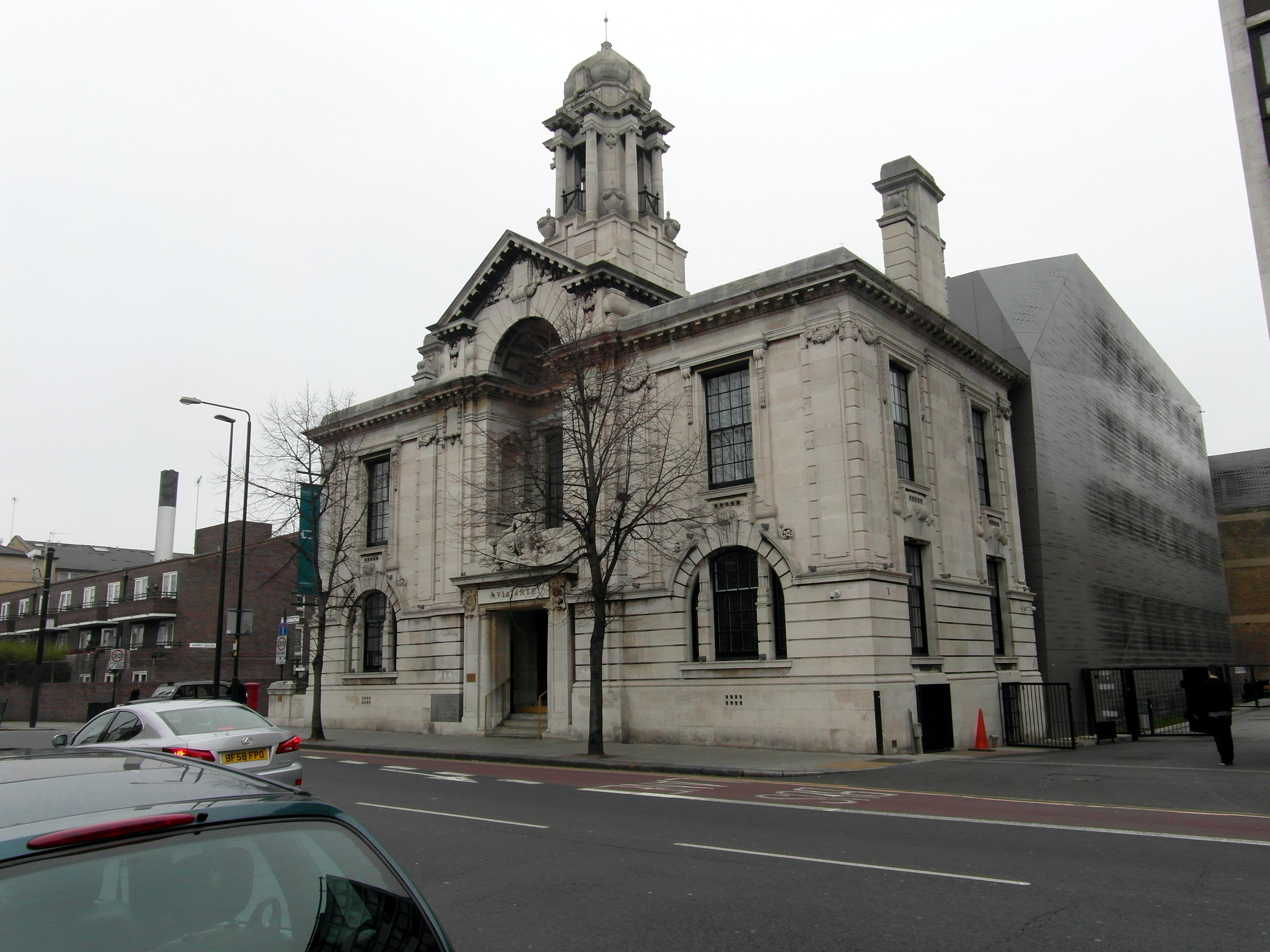
Bethnal Green Town Hall mit Erweiterung, London 2010.

Das Rathaus (Townhall) von Bethnal Green – 1910 erbaut und 1937 erweitert – war ein 15 Jahr lang leer stehendes, denkmalgeschütztes Gebäude. Es wurde von RARE Architects behutsam renoviert, erweitert und mit modernen Elementen zu einem Luxushotel umgebaut. Es erhielt eine lasergeschnittene Aluminiumhülle, die auf die bestehende Struktur aufgesetzt wurde und die zudem ein neues Stockwerk verbirgt. Zu dem Hotel gehört das Restaurant Viajante. Für die Neugestaltung von Hotel und Restaurant erhielt RARE Architecture zahlreiche Preise.
RARE Architecture wurden auch für die Gestaltung von Luxus-Wohnungen in der Castle Lane in Westminster bekannt. Die Zeitschrift Architectures CREE erkennt darin eine neu interpretierte Form des klassischen Bogenfensterkonzepts.

### NAME Architecture
Im Jahr 2018 trennte sich Rozencwajg von Michel da Costa Goncalves und gründete das Architekturbüro NAME Architecture.

„Die Namensgebung ist ein wichtiger Kreationsprozess. Sie ist der Anfang beim Schaffen einer neuen Identität, Bedeutung oder Existenz. Unsere Philosophie bei NAME Architecture ist es, sich jedem Projekt wie einem neuen Kreationsprozess zu nähern.“

Auch NAME Architecture hat Büros in London und Paris.

### Lehrtätigkeiten
Rozencwajg lehrte von 2004 bis 2016 an der Architectural Association School of Architecture (AA) in London, zunächst Anfängerkurse (2004–2007) und später Fortgeschrittenenkurse (2007–2016). Von 2006 bis 2016 war sie Unit Master (Unit 4) an der AA Singapore Visiting School. Im Rahmen eines Workshops für die AA leiteten Nathalie Rozencwajg und Valentin Bontjes van Beek das Studentenprojekt „The Crossings Project“ für den Bau einer experimentellen Fußgängerbrücke im Hooke Park, einem 142 Hektar großen Waldgebiet in Dorset in Südwestengland. Das Projekt wurde durch den Custerson Award finanziert.
Rozencwajg hielt international Vorträge und leitete Architekturveranstaltungen an der Kansas State University, auf der internationalen Fachmesse glasstec und dem Herbstsemester in Miami, für das sie auch einen Essay mit dem Titel „The Imagined and the Imaginary“ (Das Erfundene und das Fantastische) schrieb.

## Preise und Auszeichnungen
Für RARE Architects
- Auszeichnung als eines von 21 weltbesten aufstrebenden Architekturbüros auf der WAN 21.[4]

Für Nathalie Rozencwaig
- 2010: Gewinner des Custerson Award für eine innovative Fußgängerbrückenkonstruktion im Hooke Park in Dorset.[16]
- 2012: Lob für Nathalie Rozencwajg von der Zeitschrift Architects’ Journal (AJ) bei der Vergabe der Auszeichnung „Emerging Woman Architect of the Year“ (Aufstrebende Architektin des Jahres) an Hannah Lawson.[32]
- 2012: Gewinner des FX Awards in der Kategorie „Bestes neues Restaurant“.
- 2012: Gewinner des Wallpaper* Design Award in der Kategorie „Beste Hotelsuite“.
- 2014: Die Zeitung The Guardian bezeichnete Rozencwajg als eine von „10 Frauen in der Architektur, die man im Auge behalten sollte“.[33][34]
- 2016 war Rozencwajg Mitglied der Jury, die die Gewinner der Silbermedaille der RIBA President's Medals wählten.[35]
- 2017: Teilnahme am London Design Festival: Installation „The Fractal Tree“ im Geffrye Museum.[36][37]
- 2018 war Rozencwajg eine von fünf Architekten des Jahres auf der Brit List (Britain’s top interior designers, hoteliers and architects).[38]
- 2021: Hohe Auszeichnung bei der Verleihung des Unsung Hero Award im Rahmen der Female Frontier Awards.[39]

## Projekte (Auswahl)
Im Folgenden sind realisierte Projekte aufgelistet, an denen Rozencwajg nach eigenen Angaben maßgeblich beteiligt war:
Möbel
- 2010: Twig, Tisch- und Stuhlserie aus Holz, ursprünglich entworfen für das Restaurant Viajante in London.[41]
- 2017: Londrino Tables, Möbel anlässlich des Projektes Restaurant Londrino in London.[42]
- 2019: Wo sitzt du? Sitzkonzept an einem langen, geschwungenen Tisch, London.[43]
- Edvard, Möbel zur Abgrenzung intimer Zonen in einem überfüllten Raum.[44]
- Unparalleled Light, Wandleuchten.[45]
- Stem, biegbare Stehleuchten in verschiedenen Farben.[46]

Innenarchitektur
- 2010: Viajante, Inneneinrichtung für Bar und Restaurant im Town Hall Hotel, London.[47]
- 2014: Porte 12, Neugestaltung und Innenausstattung eines Restaurants in einer ehemaligen Wäscherei in Paris.[48]
- 2017: Londrino, Neugestaltung und Innenausstattung eines Restaurants in London.[49][50]
- Ski-Ressort, Modulare Zimmergestaltung in Gstaad, Schweiz.[51]
- Studio Harcourt Archives, Ausstellungsgestaltung für Archivobjekte des historisch bedeutsamen Fotostudios in Paris.[52]
- Wood House, Neugestaltung einer Pariser Wohnung.[53]
- The White Apartment, Zusammenlegung zweier Pariser Wohnungen.[54]

Wohngebäude
- 2018: VI Castle Lane, Apartmenthaus in Westminster, London.[55][56] 2018: Nominierung für den Dezeen Award in der Wohnungskategorie für VI Castle Lane[57]
- Le Socle, Erweiterung eines historischen Gebäudes mit modernen Wohnungen und Holzfassade in Bobigny bei Paris.[58]
- Beuvrage Affordable Housing, neues Wohnquartier mit bezahlbaren Wohnungen in Beuvrage, Frankreich.[59]
- Regina House, Umgestaltung von 2 viktorianischen Stadthäusern in 11 Wohnungen in London.[60]
- City Approach Penthouses, Dachaufsatz auf einem edwardianischen Gebäude in Islington, London.[61]
- Residential Tower, Wohnturm in Singapore.[62]
- The Brick House Extension, Erweiterung eines Ziegelhauses in einem Naturschutzgebiet in Vincennes, Frankreich.[63]

Hotelarchitektur
- 2010: Town Hall Hotel & Appartments mit dem Restaurant Viajante in Bethnal Green, London.[64][65][66][67] 2011: RIBA Award.[68] 2011: Grand Final Building Conservation Award verliehen von der Royal Institution of Chartered Surveyors (RICS).[69]
- Fulham Town Hall extension, Umgestaltung eines denkmalgeschützten, spätviktorianischen Rathausgebäudes in ein Hotel, London.[70]
- Desert Resort, Ergänzung eines von Frei Otto in den 1980er Jahren entworfenen Palastes durch eine Hotelanlage im Diplomatenviertel von Riad, Saudi-Arabien.[71]
- Davvi Arctic Lodge Resort, Masterplan, Renovierung und Erweiterung von Hotelanlage und Sportstätten in Nordlappland, Finnland.[72]

Multifunktionsgebäude
- Newhaven Fort, Umgestaltung einer historischen Anlage mit Läden, Lokalen und Kultureinrichtungen in Newhaven, Vereinigtes Königreich.[73]
- Hurlingham Sports Club, Erweiterungsbauten an einer denkmalgeschützten Mauer zu Swimmingpool, Spa, Restaurant und Bar.[74]
- Television Centre, Masterplan für den ehemaligen BBC-Hauptsitz, Gestaltung von Studios, Veranstaltungsräumen und Lokalen und Entwurf eines Wohnquartiers mit Sporteinrichtungen.[75]
- Porte de Paris. Verkehrsknotenpunkt mit unterschiedlich nutzbarer Bebauung in Paris, Frankreich.[76]
- Fashion Arcade, Einkaufszentrum in Bangkok, Thailand.[77]

Museen
- Dorset County Museum, Erweiterung eines historischen Gebäudes von innen heraus mit begrüntem Dach und dreigeschossigem Bücherregal in Dorchester, Vereinigtes Königreich.[78]
- Disaster Prevention & Education Centre, Entwürfe für ein Katastrophenschutz- und Bildungszentrum in Istanbul, Türkei.[79]

## Veröffentlichungen
- Breeding Design. In: AArchitecture - News from the Architectural Association. Nr. 2, 2006, S. 14–15 (aaschool.ac.uk [PDF]).
- Mit Michel da Costa Gonçalves: Excursus 1: The scale of the detail. In: Gerald Adler, Timothy Brittain-Catlin, Gordana Fontana-Giusti (Hrsg.): Scale: imagination, perception, and practice in architecture (Maßstab: Imagination, Wahrnehmung und Praxis in der Architektur). Selected papers from the AHRA Annual International Conferences. A project of the Architectural Humanities Research Association. Routledge, London / New York 2012, ISBN 978-0-415-68711-9.
- Mit Naira Vegara, Michel Da Costa Goncalves: Streetware. Penang. AA visiting school research programme. Architectural Association School of Architecture (AA), Penang 2013, ISBN 978-84-616-2932-9.
- The Imagined and the Imaginary. Fall Semester. 2014, OCLC 1161993350 (librarystack.org).
- Town Hall Hotel and Apartments, DESIGNER Michel da Costa Gonçalves and Nathalie Rozencwajg (Rare), LOCATION London, UK. 2010, ISBN 978-1-78067-268-7.